# Таубина, Наталья Евгеньевна
Наталья Евгеньевна Таубина — российская правозащитница. Директор фонда «Общественный вердикт». Лауреат премии имени Роберта Кеннеди в области защиты прав человека (2015) и Премии Московской Хельсинкской группы в области защиты прав человека (2018).

## Биография
Окончила факультет кибернетики Московского инженерно-физического института (1993). В начале 1990-х годов начала работать в сфере защиты прав человека. По словам Таубиной, когда она была студенткой, её научный руководитель рассказал ей, что его знакомым нужна помощь в систематизации запросов от беженцев из Средней Азии. Так она начала помогать Лидии Графовой в работе организации «Гражданское содействие», занимающейся помощью беженцам и вынужденным переселенцам. С 1992 года — сотрудник Московского исследовательского центра по правам человека. В 1997 году возглавила фонд «За гражданское общество».

### Общественный вердикт
В 2004 году стала директором фонда «Общественный вердикт», занимающегося правовым сопровождением пострадавших от деятельности правоохранительных органов. Учредителями фонда стали организации «Мемориал», Московская Хельсинкская группа и «Открытая Россия». Фонд, в частности, привлёк внимание к пыткам заключённых в ИК № 1 Ярославской области. Сама Таубина представляла интересы потерпевшего Евгения Макарова. С декабря 2012 года по февраль 2013 года фонд получил финансирование в размере 9,6 миллиона рублей. При этом 1,5 миллиона рублей были перечислены от Норвежской Хельсинкской группы, 1,3 миллиона рублей от Организации Объединённых Наций и 800 тысяч рублей от Национального фонда демократии (США). В июне 2014 года Замоскворецкий суд Москвы признал фонд «Общественный вердикт» «иностранным агентом». В 2019 году Тверской суд Москвы оштрафовал Таубину на 250 тысяч рублей за отсутствие упоминания «иностранный агент» в новостях о пытках заключённых в ИК № 1 Ярославской области.
В 2020 году подписала письмо в защиту обвиняемых по делу «Нового величия».
Являлась членом Экспертного совета при Уполномоченном по правам человека в Российской Федерации.

## Награды
- Лауреат премии памяти Элисон де Форж для «ведущих активистов борьбы за справедливость» (2013)[11]
- Лауреат премии имени Роберта Кеннеди в области защиты прав человека  (2015)[4]
- Премия Московской Хельсинкской группы в области защиты прав человека в номинации «За успехи в развитии и управлении правозащитными организациями» (2018)[12]